# Distretto di Adaklu-Anyigbe
Il distretto di Adaklu-Anyigbe (ufficialmente Adaklu-Anyigbe District, in inglese) era un distretto della Regione del Volta del Ghana. Soppresso nel 2012 il suo territorio è stato diviso nei distretti di Agotime-Ziope (capoluogo: Agortime-Kpetoe) e Adaklu (capoluogo: Adaklu Waya). 